# Muzaffar al-Din Kutlugh
Abu-Bakr ibn Sad ibn Zangi ibn Mawdud conegut com a Mudhàffar-ad-Din Kutlugh Khan fou atabeg salghúrida de Fars del 1226 al 1260. Va succeir el seu pare Sad (I) ibn Zangi.
En les lluites entre Jalal-ad-Din Manguberti i el seu germà Ghiyath-ad-Din del Jibal vers 1224, va aprofitar per revoltar-se contra el seu pare, que havia reconegut Jalal-ad-Din i lluitava al costat d'aquest. El rebel fou derrotat i empresonat, però el 1226, en morir el pare, fou alliberat i poc després ascendí al tron i immediatament va enviar un ambaixador (el seu nebot o germà Tahamtan) a la cort del gran kan Ogodei (escollit el 12 de setembre del 1229) i va reconèixer la seva sobirania i així el Fars es va estalviar la destrucció que a partir del 1231 va afectar altres territoris. Un governador mongol (sehna) es va establir al país. El 12 de novembre de 1230 va conquerir l'illa de Qeshm o Kishm que li assegurava el comerç amb l'Índia pel golf Pèrsic, i hi va establir una duana; a l'illa la khutba només es va llegir en nom seu.
El principal interès d'Abu-Bakr era aprendre i es va rodejar d'intel·lectuals i erudits com el poeta Múslih-ad-Din (1184?-1291); va construir mesquites, madrasses i altres edificacions i va establir una sèrie de taxes per tal de poder pagar el tribut als mongols i poder ampliar els efectius de l'exèrcit, i va comptar amb la cooperació dels ministres Màghriba-ad-Din Mufàkir Massud i Amir Fakhr-ad-Din Abu-Bakr, i del jutge Jamal-ad-Din Abu-Bakr Misrí.
Va fer front a una revolta del príncep Salghur Xah Karadash Khan ibn Sad, probablement el seu germà, a qui va derrotar i va fer matar.
L'agost del 1236 va conquerir la província de Bahrayn, que nominalment pertanyia al califa abbàssida de Bagdad; això va suposar diverses campanyes contra els pobladors àrabs fins a la conquesta final de la fortalesa de Tarut a l'illa Qatif, i l'execució del xeic local, però la lluita de baixa intensitat va continuar; es van intentar dos acords de pau que no van reeixir i finalment el 1256 va aconseguir imposar dos xeics que li eren lleials.
Després de l'ocupació de Bagdad per Hulagu (1258), va enviar el seu fill Sad a la cort mongola de l'Il-kan a reafirmar el vassallatge. Va morir el 18 de maig de 1260 i el va succeir el fill que havia enviat d'ambaixador, el qual va morir al cap de 18 dies, abans d'arribar a Siraz. El seu lloc el va ocupar el seu germà petit Muhàmmad (I) Adud-ad-Din.